# Juan Aldama

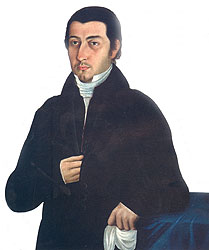
Juan Aldama

Juan Aldama (San Miguel el Grande, 3 gennaio 1774 – Chihuahua, 26 giugno 1811) è stato un rivoluzionario messicano, fratello di Ignacio Aldama.

## Biografia
Nato a San Miguel el Grande, oggi San Miguel de Allende, Guanajuato, nel 1774. All'inizio della Guerra d'indipendenza del Messico era capitano nel reggimenti di cavalleria delle milizie di Ferdinando VII di Spagna e benché  risiedesse a San Miguel el Grande, assisteva regolarmente alle sedute dei congiurati che si tenevano a Querétaro
Quando la cospirazione venne scoperta, Aldama Abbandonò San Miguel, e si diresse a Dolores Hidalgo per unirsi a padre Miguel Hidalgo e a Ignacio Allende con l'intento di informarli di ciò che stava avvenendo; così all'alba del 16 settembre partecipò al Grido dell'Insurrezione.
Aldama rimase assieme ad Allende durante tutta la campagna fino a che fu preso ad Acatita de Bajan assieme agli altri capi rivoluzionari. Fu condannato assieme agli altri capi rivoluzionari per ordine del viceré, che aveva posto una taglia sopra le loro teste. Venne condotto a Chihuahua, venne processato e condannato alla pena capitale, per fucilazione.
Venne giustiziato il 26 giugno 1811 assieme ad Allende, Mariano Jiménez e Manuel Santa María.
Senza dubbio, non bastò al viceré la sua morte, poiché la sua testa assieme a quelle di Ignacio Allende, Mariano Jiménez e di Miguel Hidalgo furono portate a Guanajuato e collocate in gabbie di ferro ad ogni angolo della alhóndiga de Granaditas, dove rimasero sino al 1824 quando vennero tolte per essere sepolte assieme ai corpi sotto l'altare dei Re nella Cattedrale di Città del Messico.
Dal 1925 i suoi resti come quelli di tutti gli eroi della Rivoluzione messicana riposano nella Colonna dell'indipendenza, a Città del Messico.